# Monopoly Tycoon
Monopoly Tycoon est un jeu vidéo de gestion en temps réel développé par Deep Red Games et édité par Infogrames. Il est sorti en 2001 sur Windows. Il s'agit d'un dérivé du Monopoly, le célèbre jeu de société édité par Hasbro. Le jeu comporte 44 entreprises uniques et personnalisables, allant de la boulangerie à l'hypermarché, avec des centaines de citoyens ayant un profil d'achat spécifique.

## Système de jeu
Le joueur achète des propriétés qui génèrent un certain nombre d’argent par heure.

## Accueil
- Jeuxvideo.com : 11/20[2]